# NGC 3222
NGC 3222 je lećasta galaktika u zviježđu Lavu.

## Vanjske poveznice
- SEDS: NGC 3222
- (eng.) Revidirani Novi opći katalog
- (eng.) Izvangalaktička baza podataka NASA-e i IPAC-a
- (eng.) Astronomska baza podataka SIMBAD
- (eng.) VizieR